# Kyirong
Kyirong, även känt som Gyirong, är ett härad (dzong) som lyder under staden Shigatse i Tibet-regionen i sydvästra Kina.